# سد جوقور اوفة
 سد جوقور اوفة  تم إنجاز مشروع إنشاء السد والمحطة الكهرومائية بمدة ألف و 250 يوما، حيث بدأت الشركة بالعمل في المشروع سنة 2007 والذي يقع في ولاية اضنة بين أقضية إمام أوغلي و ألاداغ. وقد تم تخطيط وإنجاز جميع مراحل السد والمحطة الكهرومائية من قبل المهندسين والشركات التركية. وقد بلغت تكاليف المشروع 500 مليون دولار وقامت بتشغيل الف وخمسمائة عامل وفني وسوف تقوم بتزويد الكهرباء لـ 600 الف دار سنويا.